# بانک آلبانی
بانک آلبانی (آلبانیایی: Banka e Shqipërisë) بانک مرکزی آلبانی است، که در سال ۱۹۲۵ تأسیس شد.